# Nokia 1112

Nokia 1112 este un telefon low-end care a fost lansat în 2006.
Dispozitivul este dual-band care funcționează pe rețele GSM 900/1800 sau GSM 850/1900.

Telefonul are trei jocuri sunt preinstalate și cartea de telefon poate avea până la 200 persoane de contact.
Telefonul are ceas alarmă, temporizator, calculator. Ceasul vorbitor și alarma anunță timpul în limbile instalate.
Utilizatorul poate utiliza spațiu de stocare de 4 MB pentru date lor de contact, mesaje si tonuri de apel.

Bateria telefonului oferă peste 5 ore de convorbire și până la 15 zile în stand-by.